# KY-57

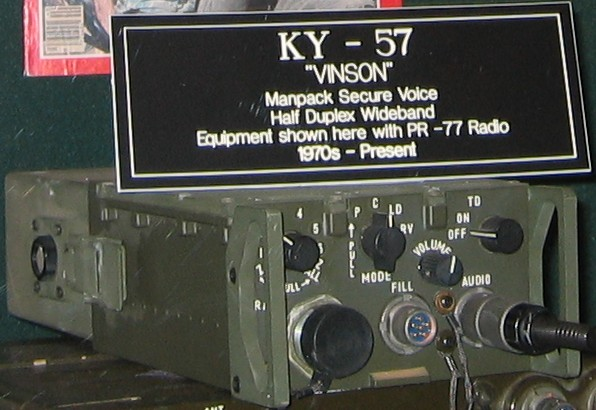
在美国国家密码博物馆展出的KY-57加密设备

KY-57语音加密设备是一种使用美国国家安全局研制之VINSON算法加密的便携式加密设备，该设备可为军队提供通信加密服务，例如：无线发报和通话业务。
北约及其盟友一直使用KY-57使用到冷战结束。退役后该设备被归类为受控密码部件（CCI），如有需要接收涉密密钥的情况时，设备的涉密等级将提升为密钥的密级。该密钥有可代替的设备处理时，该机器将不被授权处理涉密信息。虽然KY-57已经解密，但其技术细节依旧未公开。